# Pamětní dvoueurové mince roku 2013

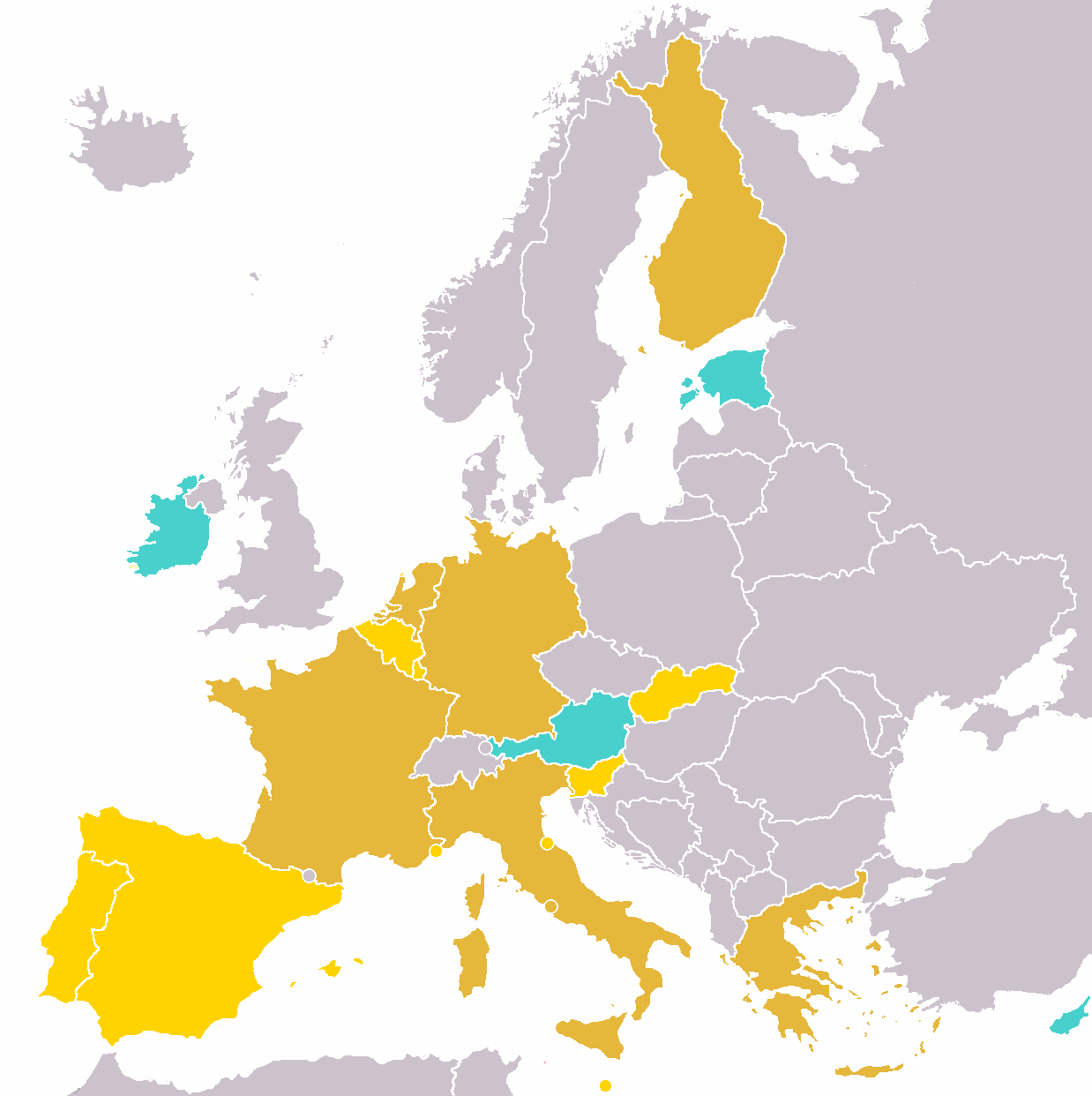
Dvě 2€ pamětní mince
Jedna 2€ pamětní mince
Žádná 2€ pamětní mince
jiný evropský stát

Pamětní dvoueurové mince jsou speciální mince měny euro, které mají připomínat významnou historickou událost či aktuální dění ve vydávající zemi. V roce 2013 bylo vydáno celkem 23 různých mincí.  
Evropská unie dovolila od roku 2004 jednotlivým státům eurozóny (a několika mikrostátům, které mají s EU měnovou dohodu) vydávat omezený počet vlastních pamětních oběžných euromincí, ale pouze v hodnotě dvou eur. Mince jsou oběžné, v běžném platebním styku se však pro oblibu mezi sběrateli (na rozdíl od běžných dvoueurových mincí) téměř nevyskytují nebo jen zřídka. Každý stát může vydat 2 pamětní dvoueurové mince za rok. 

## Přehled mincí
| Vydávající stát | Událost | Množství          | Datum         |  |
| --- | --- | ----------------- | ------------- |  |
| Německo | 50. výročí podpisu Elysejské smlouvy | 11 milionů mincí  | leden 2013    |  |
| Popis: Na minci jsou vyobrazeny stylizované portréty signatářů Elysejské smlouvy (tehdejšího kancléře Spolkové republiky Německo Konrada Adenauera a bývalého prezidenta Francouzské republiky Charlese de Gaulla), jejich podpisy a slova „50 ANS JAHRE“ (50 let) s letopočtem „2013“ ve středu, slova „TRAITÉ DE L’ÉLYSÉE“ v horní části a slova „ÉLYSÉE-VERTRAG“ v dolní. Na pravé straně vnitřní části se rovněž nachází mincovní značka příslušné mincovny („A“, „D“, „F“, „G“ nebo „J“) a kód vydávající země „D“.               | |                   |               |  |
| | |                   |               |  |
| Francie | 50. výročí podpisu Elysejské smlouvy | 10 milionů mincí  | leden 2013    |  |
| Popis: Na minci jsou vyobrazeny stylizované portréty signatářů Elysejské smlouvy (tehdejšího kancléře Spolkové republiky Německo Konrada Adenauera a bývalého prezidenta Francouzské republiky Charlese de Gaulla), jejich podpisy a slova „50 ANS JAHRE“ (50 let) s letopočtem „2013“ ve středu, slova „TRAITÉ DE L’ÉLYSÉE“ v horní části a slova „ÉLYSÉE-VERTRAG“ v dolní. Na pravé straně vnitřní části se nachází mincovní značka a kód vydávající země „RF“ a na levé straně kvítek, značka rytecké dílny.                        | |                   |               |  |
| | |                   |               |  |
| Španělsko | Památky světového přírodního a kulturního dědictví UNESCO – El Escorial                                                                             | 8 milionů mincí   | únor 2013     |  |
| Popis: Na vnitřní straně mince je zobrazen pohled na klášter San Lorenzo del Escorial. V horní části je do kruhu a velkými písmeny zapsán název vydávajícího státu „ESPAÑA“. Na pravé straně je rok vydání „2013“ a značka mincovny. | |                   |               |  |
| | |                   |               |  |
| Německo | Bádensko-Württembersko ze série „Länder“ | 30 milionů mincí  | únor 2013     |  |
| Popis: Ve vnitřní části mince je vyobrazen klášter Maulbronn, jenž je nejlépe zachovaným středověkým klášterním komplexem na sever od Alp. Komplex byl založen v roce 1147 a od roku 1993 je zapsán na seznamu světového dědictví UNESCO. V horní části je rok vydání „2013“. V dolní části je nápis BADEN-WÜRTTEMBERG a pod ním označení vydávající země „D“. Mincovní značka, zastoupená písmenem A, D, F, G nebo J, je umístěna na pravé straně. V dolní části vlevo jsou iniciály umělce.                                          | |                   |               |  |
| | |                   |               |  |
| Slovinsko | 800 let od první návštěvy Postojnských jeskyň | 1 milion mincí    | únor 2013     |  |
| Popis: Ústředním motivem mince je stylizovaná spirála, která na levé straně mince začíná nápisem „POSTOJNSKA JAMA • 1213–2013 • SLOVENIJA“ a je ukončena dvěma stylizovanými krápníky. | |                   |               |  |
| | |                   |               |  |
| Nizozemsko | Oznámení Jejího Veličenstva královny Beatrix o odstoupení z trůnu                                                                                   | 20 milionů mincí  | únor 2013     |  |
| Popis: V popředí návrhu je podobizna královny Beatrix a v pozadí, částečně kryta podobiznou královny, se nachází podobizna prince oranžského. Po obvodu mince okolo obou podobizen je uveden nápis: WILLEM-ALEXANDER PRINS VAN ORANJE (symbol koruny) BEATRIX KONINGIN DER NEDERLANDEN (značka mincovny) 28 januari 2013 (značka rytce). | |                   |               |  |
| | |                   |               |  |
| Itálie | Dvousté výročí narození Giuseppe Verdiho | 10 milion mincí   | březen 2013   |  |
| Popis: Motiv znázorňuje bustu Giuseppe Verdiho ve tříčtvrtečním profilu směřujícím vlevo; na levé straně jsou uvedena překrývající se písmena iniciál Italské republiky „RI“, pod nimi letopočet 1813; vpravo je písmeno R (značka mincovny v Římě) a letopočet 2013; na zadní straně jsou vyražena písmena MCC (monogram autorky Marie Carmely Colaneriové) a G. VERDI. | |                   |               |  |
| | |                   |               |  |
| Vatikán | Sede Vacante 2013 | 125 000 mincí     | květen 2013   |  |
| Popis: Motiv znázorňuje erb kardinála komořího a nad ním znak Apoštolské komory, dva malé kříže, na levé straně slova „CITTÀ DEL VATICANO“ a na pravé straně slova „SEDE VACANTE MMXIII.“ | |                   |               |  |
| | |                   |               |  |
| Portugalsko | 50. výročí stavby „Torre dos Clérigos“ | 525 000 mincí     | červen 2013   |  |
| Popis: Věž je zobrazena tak, jak je vidět z ulice v její blízkosti, a vedle ní je znázorněno typické panorama města Porta při pohledu z jižního břehu řeky Douro. V horní části se v půlkruhu nachází nápis „250 ANOS TORRE DOS CLÉRIGOS — 2013“. V pravé spodní části je portugalský státní znak a pod ním jméno vydávající země „PORTUGAL“. Na levé straně je vyražena značka mincovny a jméno umělce „INCM — HUGO MACIEL“ | |                   |               |  |
| | |                   |               |  |
| Francie | 150. výročí narození Pierra de Coubertina, iniciátora novodobých olympijských her, zakladatele a prvního předsedy Mezinárodního olympijského výboru | 1 milion mincí    | červen 2013   |  |
| Popis: Ve vnitřní části mince je zobrazena tvář mladého Pierra de Coubertina. Pozadí tvoří stylizované olympijské kruhy, které vytvářejí rámec pro siluety postav symbolizující olympijské sporty. Na levé straně je označení vydávající země „RF“ a rok „2013“. V horní části je v půlkruhu umístěn nápis „PIERRE DE COUBERTIN“ | |                   |               |  |
| | |                   |               |  |
| Monako | 20. výročí členství v OSN | 1 229 131 mincí   | červenec 2013 |  |
| Popis: Mince zobrazuje holubici s olivovou větvičkou ve středu oblouku, na levé straně je roh hojnosti a na pravé straně značka pařížské mincovny. V horní části je do kruhu zapsán název vydávající země „MONACO“ a ve spodní části je v půlkruhu uvedeno „1993 ADMISSION À L'ONU 2013“. | |                   |               |  |
| | |                   |               |  |
| Slovensko | 1150. výročí příchodu misie Cyrila a Metoděje na Velkou Moravu                                                                                      | 1 milion mincí    | červenec 2013 |  |
| Popis: Návrh zobrazuje soluňské bratry Cyrila a Metoděje se symbolickým dvojitým křížem na třech pahorcích. Kříž je současnědržen jako biskupská berla. Postava znázorňující Cyrila drží knihu, jež symbolizuje vzdělání a víru, zatímco Metoděj je vyobrazen s chrámem symbolizujícím víru a institucionální křesťanství. Podél spodní hrany vnitřní části mince je název vydávající země „SLOVENSKO“ a roky „863“ a „2013“. Podél horní hrany vnitřní části mince jsou jména „KONŠTANTÍN“ a „METOD“.                                 | |                   |               |  |
| | |                   |               |  |
| Itálie | Sedmisté výročí narození Giovanniho Boccaccia | 10 milionů mincí  | červenec 2013 |  |
| Popis: Na minci je portrét Giovanniho Boccaccia ve tříčtvrtečním profilu směřujícím vpravo, zobrazený podle fresky Andrey del Castagna zhruba z roku 1450 (Florencie, Galleria degli Uffizi); na spodní straně je do kruhu vyrytý nápis BOCCACCIO 1313 2013; na pravé straně jsou shora dolů uvedena písmena R (značka římské mincovny), překrývající se písmena RI (iniciály Italské republiky) a písmeno m (monogram autora Mauriho).                                                                                                | |                   |               |  |
| | |                   |               |  |
| Lucembursko | národní hymna Lucemburského velkovévodství | 1,4 milionu mincí | září 2013     |  |
| Popis: Na pravé straně vnitřního pole mince je podobizna Jeho Královské Výsosti velkovévody Henriho dívajícího se doleva a na levé straně vnitřního pole notový záznam a znění národní hymny. Na horní části vnitřního pole je vyražen nápis „Ons Heemecht“, zatímco v dolní části vnitřního pole mince je uvedeno jméno vydávající země „LËTZEBUERG“, letopočet „2013“ a po jeho stranách značka mincovny a iniciály rytce. | |                   |               |  |
| | |                   |               |  |
| Belgie | sté výročí založení Královského meteorologického ústavu                                                                                             | 2 miliony mincí   | září 2013     |  |
| Popis: Nalevo od slunce jsou znázorněny isobary, kapky deště a sněhové vločky. Mezi horními paprsky Slunce je uveden rok 2013 a mezi spodními paprsky je uvedeno označení vydávající země „BE“. Značka mincmistra a bruselská mincovní značka, hlava archanděla Michaela s přilbicí, jsou vyraženy pod číslicí 1 číslovky 100. | |                   |               |  |
| | |                   |               |  |
| San Marino | 500. výročí úmrtí italského malíře Pinturicchia | 115 000 mincí     | září 2013     |  |
| Popis: V popředí se nachází freska „Ježíš rozmlouvá s učenci“; ve spodní části je ve formě půlkruhu uveden nápis „SAN MARINO“; vlevo se nachází písmeno „R“, symbol italské mincovny; pod freskou je uvedeno jméno autora „MOMONI“; nad freskou je ve formě půlkruhu uveden nápis „PINTURICCHIO“ a pod ním letopočty „1513“ a „2013“. | |                   |               |  |
| | |                   |               |  |
| Finsko | 150. výročí parlamentu z roku 1863, kdy byla ve Finsku zahájena pravidelná parlamentní zasedání                                                     | 1 milion mincí    | září 2013     |  |
| Popis: Na minci je zobrazen letopočet 1863, z něhož raší výhonek symbolizující počátky demokracie a rozvoje Finska. Ve spodní části je do půlkruhu vyryt název vydávající země „SUOMI FINLAND“, mezi oběma slovy se nachází značka mincovny a po nich následuje letopočet „2013“. | |                   |               |  |
| | |                   |               |  |
| Vatikán | 28. světový den mládeže pořádaný v červenci 2013 v Rio de Janeiru                                                                                   | 115 000 mincí     | říjen 2013    |  |
| Popis: Návrh zobrazuje nejznámější památku Rio de Janeira, sochu Krista Spasitele, obklopenou skupinou mladých lidí. Nad ní je nápis „XXVIII G.M.G. CITTÀ DEL VATICANO RIO 2013“. Na pravé straně je mincovní značka „R“ a jméno umělce „P DANIELE“. | |                   |               |  |
| | |                   |               |  |
| Malta | Ústava z roku 1921, kterou byla Maltě přiznána samospráva                                                                                           | 500 000 mincí     | říjen 2013    |  |
| Popis: Návrh zobrazuje mapu maltských ostrovů a zástupce obyvatel. V dolní části návrhu je rok „2013“. V horní části se v půlkruhu nachází nápis „MALTA — Self-government 1921“. | |                   |               |  |
| | |                   |               |  |
| Řecko | 2400 let od založení Platónské akademie | 750 000 mincí     | podzim 2013   |  |
| Popis: Platónův portrét (z profilu). Vlevo: slova „2 400 let od založení Platónovy Akademie“ a „Řecká republika“ vem starořečtině. Vpravo: letopočet „2013“ a monogram řecké mincovny. | |                   |               |  |
| | |                   |               |  |
| Řecko | sté výročí sjednocení Kréty s Řeckem | 750 000 mincí     | podzim 2013   |  |
| Popis: Vnitřní část mince zobrazuje krétské povstalce vztyčující řeckou vlajku, symbol boje Kréty za sjednocení s Řeckem. V horní části je v řečtině do kruhu a velkými písmeny zapsán název vydávající země „Řecká republika“. Pod ním je řecky uvedeno „100 let sjednocení Kréty s Řeckem“. Vpravo je uveden letopočet „1913–2013“ a monogram řecké mincovny. | |                   |               |  |
| | |                   |               |  |
| Nizozemsko | 200 let Nizozemského království | 3,5 milionu mincí | listopad 2013 |  |
| Popis: Vnitřní část návrhu představuje souvislou stuhu, která začíná na okraji portrétem krále Viléma-Alexandra a pokračuje portréty jeho šesti předchůdců: královny Beatrix, královny Juliany, královny Vilemíny, krále Viléma III., krále Viléma II. a krále Viléma I. Kolem portrétů je nápis „Willem-Alexander Koning der Nederlanden“, za kterým následuje značka Královské nizozemské mincovny, značka mincmistra, letopočet 2013, iniciály autora návrhu a na levé straně portrétů nápis „200 jaar Koninkrijk der Nederlanden“. | |                   |               |  |
| | |                   |               |  |
| Finsko | 125 let od narození Franse Eemila Sillanpää, držitele Nobelovy ceny za literaturu                                                                   | 1,5 milionu mincí | listopad 2013 |  |
| Popis: Na vnitřní části mince je vyobrazen portrét spisovatele Sillanpääho. V horní části jsou v půlkruhu vyražena slova „F. E. SILLANPÄÄ“. Na levé straně se nachází letopočet „1888“ a značka mincovny. Na pravé straně se nachází letopočet „1964“, označení vydávající země „FI“ a letopočet emise „2013“. | |                   |               |  |
| | |                   |               |  |